# Oksana Stepicheva
Oksana Stepicheva (en russe : Оксана Степичева), née Kovalyova le 3 septembre 1969, est une athlète russe ayant concouru pour l'Union soviétique et la Communauté des États indépendants.

## Carrière
Elle remporte la médaille d'argent du 200 mètres et du relais 4 × 100 mètres aux Championnats d'Europe juniors d'athlétisme 1987 à Birmingham sous les couleurs de l'Union soviétique. Elle est ensuite médaillée d'or du 200 mètres aux Championnats d'Europe d'athlétisme en salle 1992 à Gênes sous les couleurs de la CEI.